# Herbert Merker

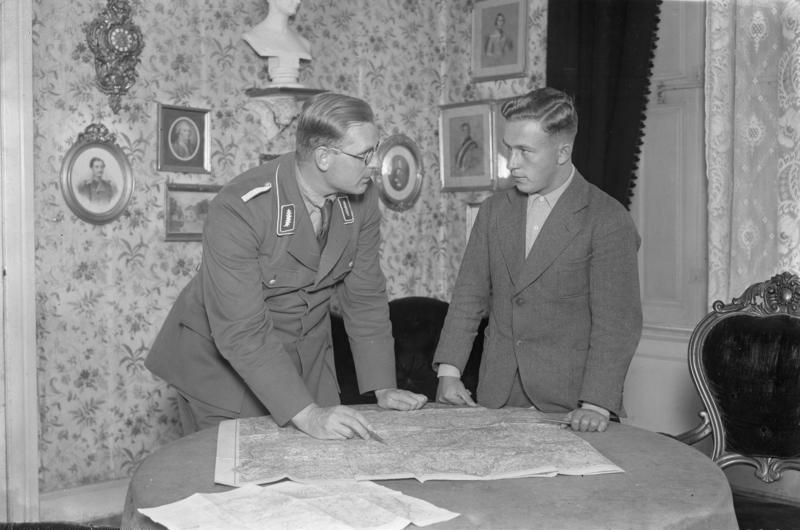
Herbert Merker (links) in der SA-Führerschule auf Schloss Harnekopp. Neben ihm Werner Koeppen.

Richard Edgar Herbert Merker (* 15. Juni 1901 in Bornstedt bei Potsdam; † 17. März 1981 in Altenstadt) war ein SA-Brigadeführer.

## Leben und Tätigkeit

### Frühes Leben
Merker war ein Sohn des Otto Merker (* 8. Dezember 1862) und der Marie Meissner (* 2. Juni 1866). Nach dem Besuch der Volksschule (1907 bis 1910) und des Kantgymnasium in Spandau, wo er die Obersekundareife erwarb, absolvierte Merker eine kaufmännische Lehre zum Bankkaufmann. Von 1925 bis 1927 arbeitete er als Praktikant der Reichsbank in Hamm. In den Jahren 1927 bis 1928 war er selbständiger Automobilfuhrunternehmer. Anschließend war er bis 1930 als Angestellter in der Automobilbranche tätig.
In der Zeit nach dem Ersten Weltkrieg wandte Merker sich der extremen politischen Rechten zu: Vom 14. Februar 1919 bis zum 14. November 1919 gehörte er dem Freikorps Hülsen und der 3. Maschinengewehr-Kompanie des Reserveinfanterie-Regiments 103 an. Später war er Mitglied des Stahlhelm (1922 bis 1923) in Spandau und dann der Formation des Frontbanns Nord in Spandau (1923–1924).

### Laufbahn in der NS-Bewegung vor 1933
Zum 29. Juli 1925 trat Merker in die NSDAP ein (Mitgliedsnummer 28.700). Ebenfalls 1925 wurde er Mitglied der Sturmabteilung (SA). Als frühes Parteimitglied war Merker nach 1933 Träger des Ehrenzeichens Alte Garde.
1925 fungierte Merker als NSDAP-Ortsgruppenleiter in Hamm und war dann von 1926 bis 1927 als Bezirksführer der Partei in Hellweg. Von 1928 bis 1930 war er offizieller Parteiredner der NSDAP in Berlin. Und vom 25. September 1930 bis zum 7. April 1931 war er Organisationsleiter im Gau Brandenburg.
Vom 25. März 1931 bis zum 28. November 1931 führte Merker als SA-Führer den Sturmbann in Wittstock. Anschließend stand er vom 28. November 1931 bis zum 3. Februar 1932 an der Spitze der SA-Standarte 39 in der Westprignitz.
In den Jahren vor 1933 kam Merker aufgrund seiner Aktivitäten als SA-Führer und als Parteiredner der NSDAP wiederholt in Konflikt mit der Justiz: Vom Landgericht Neuruppin wurde er 1931 wegen Vergehens gegen die Notverordnung des Reichspräsidenten vom 28. März 1931 zu einer dreimonatigen Haftstrafe verurteilt, die zur Bewährung ausgesetzt wurde. Ein weiteres Verfahren vor dem Landgericht in Neuruppin wegen Landfriedensbruch wurde am 9. November 1931 wegen Mangel an Beweisen ausgestellt. Eine Anklage vor demselben Gericht vom 6. Januar 1932 wegen versuchter vorsätzlicher Tötung eines politischen Gegners endete am 10. Januar 1932 mit einem Freispruch. Hinzu kamen kleinere Strafen wegen Delikten wie verbotenen Uniformtragens.
Zum 3. Februar 1932 wurde Merker mit der Leitung einer SA-Schule beauftragt, die zu dieser Zeit in dem brandenburgischen Schloss Harnekop eingerichtet wurde, das zum Rittergut Kunersdorf bei Wriezen gehörte. Die Ernennung ging mit der Beförderung zum SA-Standartenführer einher. Gleichzeitig oblag Merker auf dem Schlossgelände die Oberaufsicht über die paramilitärische Ausbildung (Wehrsport, Exerzieren, Marschübungen usw.) von Angehörigen der SA-Gruppe Berlin-Brandenburg im Rahmen von mehrwöchigen Kursen, an denen jeweils etwa 65 Personen teilnahmen. Im September 1932 wurde er durch Karl Moritz abgelöst. In der Folgezeit war er Führer der Standarte 24 im Kreis Ruppin.
Vom 12. April bis zum 15. Juni 1932 war Merker mit der Betreuung und Beaufsichtigung der (zu dieser Zeit offiziell infolge des von der Regierung Brüning erlassenen SA-Verbotes nicht existierenden) SA-Standarten 64, 296 und 207 beauftragt.

### Tätigkeit im NS-Staat
Vom 16. September 1932 bis zum 21. März 1933 war Merker z. b. V.-Führer der SA-Gruppe Berlin-Brandenburg, anschließend war er in dieser Gruppe bis zum 31. Oktober 1933 SA-Standartenführer.
Zum 1. November 1933 wurde Merker zum Führer der SA-Standarte 24 ernannt. Diese Stellung bekleidete er bis zum 30. Juni 1934.
Im Zuge der Entmachtung der SA (Röhm-Putsch) am 30. Juni und 1. Juli 1934 wurde Merker, der sich seit dem 23. Juni infolge eines Autounfalls im Kreiskrankenhaus Neuruppin befand, am 1. Juli 1934 von SS-Angehörigen verhaftet und nach Berlin überführt. Dort wurde er nach einem kurzen Aufenthalt in der SS-Kaserne Lichterfelde ins Columbia-Haus verbracht, wo er zusammen mit zahlreichen anderen SA-Führern mehrere Wochen lang als Ehrenhäftling gefangen gehalten wurde. In der Exil-Publizistik wurde er verschiedentlich fälschlich als ermordet angegeben.
Nach seiner Haftentlassung am 3. August 1934 übernahm Merker zum 4. August 1934 erneut die Führung der SA-Standarte 24, die er bis zum 15. Oktober 1934 beibehielt. Anschließend war er vom 16. Oktober 1934 bis zum 3. November 1934 und erneut vom 1. April bis zum 31. Juli 1935 der Gruppe Berlin Brandenburg in einer z. b. V.-Stellung zugeteilt. Dazwischen war er einige Monate Schulführer beim Chef des Ausbildungswesens.
Zum 1. August 1935 wurde Merker mit der Führung der SA-Standarte 27 beauftragt. Nachdem er sich in dieser Funktion bewährt hatte, wurde er zum 15. September 1935 zum regulären Führer dieser Einheit ernannt und blieb dies bis zum 14. April 1936. Zum 15. April 1936 wurde Merke mit der Führung der Brigade 68 beauftragt (bis zum 28. Februar 1937), um zum 1. März 1937 schließlich zum Führer dieser Einheit ernannt zu werden.
Zum 30. Januar 1939 erreichte Merker mit der Beförderung zum SA-Brigadeführer den formalen Höhepunkt seiner SA-Karriere.
Von dem Gauinspektionstreffen 1937 in Siegen ist von ihm die Bemerkung überliefert „Wer gegen uns steht, soll im Hasse zu Asche werden.“ 1938 wurde er auf der Liste des Führers zur Wahl des Großdeutschen Reichstages am 10. April 1938 als Reichstagsabgeordneter vorgeschlagen, erhielt jedoch kein Mandat.

### Nachkriegszeit
Nach dem Ende des Zweiten Weltkriegs wurde Merker von der britischen Militärregierung verhaftet und bis 1947 interniert. Nach seiner Freilassung ließ er sich im Siegerland nieder.
1949 wurde Merker im Rahmen der Entnazifizierung von einer Spruchkammer zunächst in die Kategorie III („belastet“) eingestuft. Einige Monate später erfolgte seine Einstufung in die Kategorie IV („Mitläufer“) umgestuft, womit u. a. die zuvor gegen ihn ergangene Vermögenssperre wegfiel.
In den 1950er Jahren war Merker in Siegen als Kaufmann tätig.

## Familie
Merker war zweimal verheiratet. Nach seiner am 18. Mai 1933 erfolgten Scheidung wiederverheiratete er sich am 15. Juni 1935 mit Maria Antoinette Adler (* 1. Juli 1912).

## Nachlass
Im Bundesarchiv werden diverse Personalakten zu Merker verwahrt: So befinden sich dort im Bestand des ehemaligen BDC eine OPG-Personalakte, eine PK-Personalakte (PK-Mikrofilm I 46, Bilder 1677 bis 1734), eine SA-Personalakte (Mikrofilm 46-B, Bilder 35–49), eine SA-P-Personalakte. Zudem existiert eine Prozessakte zu einem Verfahren gegen Merker im Jahr 1932 wegen Beleidigung der Reichsregierung und der Preußischen Staatsregierung (R 3001/183945).